# Marian Jankowski (biskup)
Marian Jankowski (ur. 8 września 1899 w Grabanowie, zm. 6 czerwca 1962 w Hrudzie) – polski duchowny rzymskokatolicki, biskup pomocniczy siedlecki w latach 1948–1962.

## Życiorys
8 stycznia 1922 przyjął święcenia kapłańskie. Po studiach w Rzymie i pracy duszpasterskiej wśród polskich emigrantów we Francji był profesorem, ojcem duchownym i rektorem seminarium duchownego w Janowie Podlaskim, a także proboszczem w Okrzei.
19 stycznia 1948 papież Pius XII mianował go biskupem pomocniczym diecezji siedleckiej ze stolicą tytularną Diospolis w Tracji. Sakrę biskupią przyjął 18 kwietnia 1948. Pełnił funkcję wikariusza generalnego diecezji siedleckiej.
Zmarł 6 czerwca 1962 w czasie wizytacji kanonicznej w parafii w Hrudzie.